# À l'ombre de Brooklyn
Pour plus de détails, voir Fiche technique et Distribution.
À l'ombre de Brooklyn (East Side, West Side) est un film muet américain réalisé par Allan Dwan et sorti en 1927.

## Synopsis
Après la mort de sa famille, John Breen est recueilli par un millionnaire qui va l'aider à se reconstruire.

## Fiche technique
- Titre original : East Side, West Side
- Réalisation : Allan Dwan
- Scénario : Allan Dwan d'après un roman de Felix Riesenberg
- Producteur : William Fox
- Photographie : George Webber
- Chef opérateur : Theodore J. Pahle
- Distributeur : Fox Film Corporation
- Durée: 90 minutes (9 bobines)[1]
- Date de sortie : 9 octobre 1927

## Distribution
- George O'Brien : John Breen
- Virginia Valli : Becka Lipvitch
- J. Farrell MacDonald : Pug Malone
- Dore Davidson : Channon Lipvitch
- Sonia Nodell : Mrs. Lipvitch
- June Collyer : Josephine
- John Miltern : Gerrit Rantoul
- Holmes Herbert : Gilbert Van Horn
- Frank Dodge : Judge Kelly
- Dan Wolheim : Grogan
- Johnny Dooley : Grogan gang member
- John Kearney : Policeman
- Edward Garvey : Second
- Frank Allworth : Flash
- William Frederic : Breen
- Jack La Rue : dining extra

## Statut
Une copie du film est conservée au Musée d'Art moderne à New York.